# Закон протилежностей
«Закон протилежностей» (англ. Canone inverso - Making Love) — драматична стрічка 2000 року. Отримала 4 нагороди премії Давид ді Донателло, 2 перемоги премії «Срібна стрічка».

## Сюжет
З дитинства Єно захоплювався музикою. Батько, якого хлопчик не пам'ятав, пішов на війну солдатом, але залишив скрипку з вирізьбленою жіночою головою. Єно з мамою ріс на фермі, годував свиней. Маючи єврейське походження, він ставав жертвою нападок однолітків. Мама змінила віру, щоб одружитися з керуючим Вольфом.
Єно захоплювався піаністкою Софі Леві, яку слухав по радіо. Йому вдалося з нею познайомитись, коли доставляв з Вольфом м'ясну продукцію. Він починає її переслідувати: ходити на її концерти, чекати біля будинку. Одного дня Єно застав маму в хліві з сильними болями. Мати була вагітною і померла.
Єно вступив у музичний коледж, де товаришує з Давідом. Згодом у Єно з'явилася нагода зіграти з Софі Леві. У закладі проводять конкурсний відбір, до фіналу пройшли Варга та Блау. Остаточне змагання так і не відбулося через зачистку євреїв. Девіда також виганяють. Щоб підтримати друга, Єно йде з ним. У маєтку Блау вирішили провести фінал конкурсу. Побачивши скрипку Єно, Давід розлючується та не може сконцентруватися. Переможцем стає Варга. Скрипка з головою жінки належала родині Блау, Давід зрозумів, що Єно його брат по батькові.
Софі Леві з чоловіком збираються поїхати напередодні концерту. Єно просить мадам Леві залишитись. На вокзалі вона кидає чоловіка та повертається. Відбувається спільний виступ Варги та Леві з оркестром, на який приходить і Давід. Але концерт було перервано нацистами, які забрали всіх євреїв. Єно та Софі відправили в Треблінку, де Софі народила доньку Костанзу. Давід так і не зміг вибачити батькові вчинок, але через десятки років потому Костанза примиряє їх.

## У ролях
| Актор              | Роль              |
| ------------------ | ----------------- |
| Ганс Метісон       | Єно Варга         |
| Мелані Тьєррі      | Софі Леві         |
| Адріано Паппалардо | Вольф             |
| Ніа Робертс        | Костанза          |
| Андреа Продан      | Карл              |
| Гебріел Бірн       | скрипаль          |
| Лі Вільямс         | Девід Блау        |
| Ріккі Тоньяцци     | барон Блау        |
| Пітер Вон          | старий барон Блау |
| Доміціана Джордано | баронеса Блау     |

## Створення фільму

### Виробництво
Зйомки фільму проходили в Празі та Маріанські Лазні, Чехія.

### Знімальна група
- Кінорежисер — Ріккі Тоньяцци
- Сценарист — Сімона Іццо, Рікі Тогнацци, Грациано Діана
- Кінопродюсер — Вітторіо Геччі Горі
- Композитор — Енніо Морріконе
- Кінооператор — Фабіо Чанкетті
- Кіномонтаж — Карла Сімончеллі
- Художник-постановник — Франческо Бронзі
- Художник-декоратор — Нелло Джорджетті
- Художник з костюмів — Альфонсіна Леттіері
- Підбір акторів — Фабріціо Сардженті Кастеллані[2].

## Сприйняття

### Критика
Фільм отримав схвальні відгуки. На сайті Rotten Tomatoes оцінка стрічки становить 81 % із середньою оцінкою 3,9/5 (385 голосів). Фільму зарахований глядацький «попкорн», Internet Movie Database — 7,2/10 (1 035 голосів).

### Номінації та нагороди
| Нагороди та номінації фільму «Закон протилежностей» | Нагороди та номінації фільму «Закон протилежностей» | Нагороди та номінації фільму «Закон протилежностей» | Нагороди та номінації фільму «Закон протилежностей» | Нагороди та номінації фільму «Закон протилежностей» |
| Рік                                                 | Кінофестиваль/кінопремія                            | Категорія/нагорода                                  | Номінант(-ка)                                       | Результат                                           |
| --------------------------------------------------- | --------------------------------------------------- | --------------------------------------------------- | --------------------------------------------------- | --------------------------------------------------- |
| 2000                                                | «Давид ді Донателло»                                | Найкраща робота оператора                           | Фабіо Чанкетті                                      | Перемога                                            |
| 2000                                                | «Давид ді Донателло»                                | Найкращий монтаж                                    | Карла Сімончеллі                                    | Перемога                                            |
| 2000                                                | «Давид ді Донателло»                                | Найкраща робота художника-постановника              | Франческо Бронзі                                    | Перемога                                            |
| 2000                                                | «Давид ді Донателло»                                | Найкраща музика                                     | Енніо Морріконе                                     | Перемога                                            |
| 2000                                                | «Давид ді Донателло»                                | Найкращий фільм                                     | «Закон протилежностей»                              | Номінація                                           |
| 2000                                                | «Давид ді Донателло»                                | Найкраща режисерська робота                         | Ріккі Тоньяцци                                      | Номінація                                           |
| 2000                                                | «Давид ді Донателло»                                | Найкращий сценарій                                  | Сімона Іццо, Рікі Тогнацци, Грациано Діана          | Номінація                                           |
| 2000                                                | «Давид ді Донателло»                                | Найкращі костюми                                    | Альфонсіна Леттіері                                 | Номінація                                           |
| 2000                                                | «Давид ді Донателло»                                | Найкращий продюсер                                  | Вітторіо Геччі Горі                                 | Номінація                                           |
| 2000                                                | «Золота хлопавка»                                   | Найкраща музика                                     | Енніо Морріконе                                     | Номінація                                           |
| 2000                                                | «Золота хлопавка»                                   | Найкраща робота художника-постановника              | Франческо Бронзі                                    | Номінація                                           |
| 2000                                                | «Золота хлопавка»                                   | Найкращі костюми                                    | Альфонсіна Леттіері                                 | Номінація                                           |
| 2000                                                | «Золотий глобус»                                    | Найкращий фільм                                     | Ріккі Тоньяцци                                      | Номінація                                           |
| 2000                                                | «Золотий глобус»                                    | Найкращий сценарій                                  | Сімона Іццо, Рікі Тогнацци, Грациано Діана          | Номінація                                           |
| 2000                                                | «Золотий глобус»                                    | Найкраща робота оператора                           | Фабіо Чанкетті                                      | Номінація                                           |
| 2000                                                | «Золотий глобус»                                    | Найкраща музика                                     | Енніо Морріконе                                     | Номінація                                           |
| 2000                                                | «Срібна стрічка»                                    | Найкращий монтаж                                    | Карла Сімончеллі                                    | Перемога                                            |
| 2000                                                | «Срібна стрічка»                                    | Найкраща музика до фільму                           | Енніо Морріконе                                     | Перемога                                            |
| 2000                                                | «Срібна стрічка»                                    | Найкращий режисер                                   | Ріккі Тоньяцци                                      | Номінація                                           |
| 2000                                                | «Срібна стрічка»                                    | Найкращий оператор                                  | Фабіо Чанкетті                                      | Номінація                                           |
| 2000                                                | «Срібна стрічка»                                    | Найкраща робота художника-постановника              | Франческо Бронзі                                    | Номінація                                           |